# Тајн (река)
Тајн (енгл. River Tyne) је река на североистоку Енглеске у Уједињеном Краљевству. Дужина ове реке је 100 km. 
Река Тајн настаје спајањем река Јужни Тајн и Северни Тајн код Хексхама у области Нортамберланд. Северни Тајн извире близу шкотске границе, док Јужни извире код места Алстон Мур у Камбрији. 
Тајн раздваја градове Њукасл и Гејтсхед, где на растојању од 21 km постоји 10 мостова. Источније, места Џероу (Jarrow) и Волсенд (Wallsend) су повезана Тунелом Тајн испод реке. Река Тајн се улива у Северно море између градова Саут Шилдс и Тајнмаут. Урбана област у доњем току реке се назива Тајнсајд. 
Ова река је била од XIII века важан пут за превоз угља, што је трајало до друге половине XX века. Река чини историјску границу грофовија Дарам (на југу) и Нортамберланд (на северу). 